# KHL TV
KHL TV je první ruský televizní kanál, který se věnuje lednímu hokeji. Kanál si klade za cíl objasnit činnost KHL divákům na celém území Ruska a zemí SNS a přinášet sportovní vysílání do každého koutu Ruska a nejbližších sousedních zemí a zpopularizovat lední hokej jako národní sport.

## O KHL TV
Každý den kanál vysílá živě 3–4 zápasy KHL, a také zápasy druhé nejvyšší ruské ligy (VHL) a juniorské ligy (MHL). KHL TV vysílá pořady z vlastní produkce týkající se událostí a výsledků zápasů, hvězd ruského a světového hokeje a jiných věcí, které se týkají hokeje. 

## Historie
Kanál začal vysílat 1. října 2009, zápasem KHL mezi týmy Sibiř a Avtomobilist. [zdroj?]
- KHL TV vysílá v 27 zemích světa. V počátcích kanál sledovaly 3 miliony diváku, v třetím roce 9,5 milionů a v současnosti má kanál 23 milionů diváků.
- V sezoně 2011/2012 kanál odvysílal 400 programů, jejichž vysílací čas činil 70 hodin. Během třetí sezony kanál odvysílal 670 programů, jejichž vysílací čas činil 132 h, tedy vice jak 5,5 dne vysílání.
- 4. září 2012, tedy v den začátků páté sezony KHL, začal kanál vysílat ve vysokém rozlišení. Zpočátku kanál vysílal ty stejné programy jako kanál se standardním rozlišením (SD), kdy velkou část pořadů vysílal v požadovaném formátu HD a menší část ve formátu 4:3 nebo 16:9 bez HD. Rok nato, začala HD mutace kanálu vysílat pravidelně, přičemž vysílá jiné programy než kanál v SD.

## Statistika
- Sezona 2009/2010 – 302 přenosů, 3 programy, 3 mil. diváků
- Sezona 2010/2011 – 492 přenosů, 7 programů, 9,5 mil. diváků
- Sezona 2011/2012 – 581 přenosů, 17 programů, 23 mil. diváku

## Vysílání
Kanál vysílá své pořady přes satelit a pomocí kabelového vysílání v Rusku, zemích SNS, východní a střední Evropě, Asii a Americe.

## Pracovníci

### Komentátoři
- Dmitrij Fjodorov
- Oleg Mocaljev
- Sergej Fedotov
- Oleg Vlasov
- Vilalij Magranov
- Alexandr Chavanov
- Vladimir Guček
- Denis Kazanskij (také fotbalový komentátor na NTV-Plus)
- Jurij Rozanov
- Alexandr Tkačev
- Alexandr Bojkov
- Alexandr Necenko
- Sergej Borisov
- Natalja Klark
- Alexandr Guskov

### Moderátoři
- Maria Rogovskaya[1] – Přímá řeč [2]
- Dmitrij Lukašov – Teritorium KHL
- Alexandr Bogačev – Teritorium KHL
- Alexandr Bojkov
- Sergej Gimajev
- Daniil Markov
- Marija Titova – výherkyně soutěže Hokejová fanynka; Ozvěny, 13
- Andrej Šljapnikov – Hokejové zprávy

### Spolupracovníci
- Nikita Berežkov – producent projektu Zákulisí
- Igor Kamenskij – producent programu Teritorium KHL

## Věková omezení
V souladu s federálním zákonem O ochraně dětí před informacemi, škodícím jejich zdraví a rozvoji:
- 6+       programy kanálu KHL TV
- 12+    přenosy zápasů (s výjimkou přímých přenosů)

## Pořady

### V současnosti vysílané pořady
Koncepce vysílání KHL TV je rozdělena do dvou variant: SD verze vysílá pouze zprávy, program Liga a archivní dokumentární filmy a HD verze vysílá premiéry, do kterých patří desítky vlastních televizních projektů různé tematiky. Veškeré programy vlastní produkce je možné také sledovat na kanálu KHL na serveru YouTube.
| Název                     | Moderátoři                                                | Popis | Dostupnost | Dostupnost | Dostupnost |
| Název                     | Moderátoři                                                | Popis | SD         | HD         | YT         |
| ------------------------- | --------------------------------------------------------- | --- | ---------- | ---------- | ---------- |
| «Přímá řeč»               | Maria Rogovskaya[nedostupný zdroj]                        | Rozhovor s hráči hokejových klubů | Ano        | Ano        | Ano        |
| Červeno-modrý led         | Alexandr Bedarev                                          | Pořad o novinkách hokejového klubu CSKA |            |            |            |
| KHL Inside                |                                                           | |            |            |            |
| Teritorium "D"            |                                                           | |            |            |            |
| Teritorium KHL: Kluby     | Alexandr Boračev Dmitrij Lukašov Alexandr Bederev (dříve) | Pořad o klubech KHL. Hlavním cílem je ukázat klub zevnitř a také hráče. |            |            |            |
| Teritorium KHL: Osobnosti | Alexandr Boračev Dmitrij Lukašov                          | |            |            |            |
| Teritorium MHL            |                                                           | |            |            |            |
| Hokej 24                  | Andrej Šljapnikov                                         | Týdenní informačně-zábavný pořad o ledním hokeji. V roce 2012 byl tvůrčí tým oceněn za nejlepší novinářský počin v za hokejovou sezonu 2011/2012. Stále rubriky pořadu – Hrdina dne bez helmy, Šťáva a pořady s aktuální tematikou. Dříve, mezi lety 2010 – 2013, se vysílal na kanále Rusko 24. |            |            |            |

### Dříve vysílané pořady
- 13 – třináct minut o životě a o hokeji. Jde o pořad, jehož hosty jsou významné osobnosti (politici, herci, baviči, atd), kteří zde hovoří o roli hokeje v jejich životě. Pravdivé příběhy o zálibě, vášni, smyslu života nebo o práci umožňuje podívat se na hokej s druhé strany. Moderátorovala Aljena Gorenko.
- Vyšší liga – autorský pořad o VHL
- Golová přihrávka – Každodenní souhrn hracího dne, výsledky zápasů, rozpis nejbližších utkání a nejlepší momenty dne. Pořad střídavě moderují Oleg Mosaljev, Timofej Timačjov a Sergej Krabu. Během hokejové sezony byl pořad vysílán na konci každého hracího dne přibližně mezi 22 hodinou a půlnocí. Během vyřazovacích bojů se vysílala v novém formátu. Přestávky mezi živými vstupy z hal KHL jsou vyplněny rozhovory s hosty.
- Funkcionáři ligy –  odpovědi na otázky představitelů KHL. Moderoval Oleg Vinokurov
- Den klubu –  Devadesáti minutový diskuzní pořad. Každé vydání se věnuje jednomu klubu KHL. Mezi rozhovory ve studiu jsou promítány různé videomateriály, spojené s jedním klubem. Moderuje Dmitrij Fjodorov. Pořad se vysílal v sezoně 2010/2011.
- Detaily – zábavný pořad
- Dětská akademie
- Život – pořad o životě hokejistů mimo ledovou plochu
- Zelené srdce
- Herní večer – souhrn hracího dne v KHL, výsledky zápasů, góly, komentáře a nejlepší momenty dne. Pořad pro ty, kteří se jako první chtějí dozvědět o posledních událostech z hokejové ho světa. Pořad vystřídal Golovou přihrávku, která se lišila přítomností moderátora na obrazovce. Vysíláno v sezoně 2011/2012.
- Kontinentální čtivo – každodenní souhrn zajímavých hokejových článků v tisku a blozích. Moderovaly Anastasija Fomkina a Marija Titova.
- Kuchyně – pořad, který umožňuje poznat se blíže s hvězdami KHL i říct něco o jejich osobním životě. Nabízí druhý pohled na milionovou hru a to ženský pohled. Moderátorka – Marija Koževnikova a dále Jelena Dementeva.
- KHL-Style – informačně-zábavní pořad o životním stylu hokejistů, nejen na ledě, ale i mimo něj. Móda, koníčky, sport, automobily a zákulisí velkých událostí. Moderuje Anastasija Fomkina.
- Ledový kontinent – týdenní talk-show o událostech v hokeji a kolem něj. Do pořady byli zváni hosti, také se tu objevili moderátoři KHL TV, NTV-Plus a Všeruské státní televizní a rozhlasové společnosti. Moderátor – Seregej Krabu. Pořad se vysílal každý pátek živě a to od roku 2009 do 24. června 2011
- Liga – souhrn herního dne. Moderátoři – Sergej Fedotov/Alexandr Chananov a Andrej Jurtaev/Alexandr Bojkov.
- Liga P.S. – výsledky hokejového týdne. Analýzy, názory expertů, tendence v současném hokeji. Moderátor Andrej Jurtaev
- Liga. Play-off
- MHL Inside
- Okénko do MHL – krátký rozhovor s představiteli mládežnické hokejový ligy. Moderátor – sportovní pozorovatel Prvního kanálu Andrej Golovanov
- Narod vs. Traktor – reality-show
- Naše hra – zvraty rozhodujících zápasů, život hvězd mimo ledovou plochu, novinky Ligy a všeho co obklopuje hokej. Moderovali Dmitrij Deruncev a Viktorija Širokova. Vysílala se od 2009 do 28. května 2011.
- Hokejové zprávy – poslední zprávy, výsledky zápasů, souhrn zajímavých momentů, rozhovor s hrdiny hracího dne a speciální reportáže. Za dobu vysílání pořadu se v moderování vystřídali Marat Kašin, Denis Stojkov, Dmitrij Nesterov, Andrej Šljapnikov a Marija Titova
- Ozvěny – krátké rozhovory s nejznámějšími hráčí a zástupci nejslavnějších hokejových klubů. Součástí pořadu je i souhrn nejvážnějších momentů a událostí. Moderovala Marija Titova.
- Pokolení "NEXT" – televizní zpravodajství, věnující se hráčům MHL a jejich životě mimo ledovou plochu a také názory hvězd ruského šoubyznysu, bleskové ankety s hráči
- Zakázané uvolnění – neznají zapovězená témata, ale lehce člověka zaškatulkují a dostanou se pod povrch. Palčivá témata, ostří společníci, neobvyklé dějové zvraty – 30 minut se pro diváka stává okamžikem. V moderování se vystřídali Igor Larin, Sergej Gimaev a Anastasija Grenjenkina
- Předpověď počasí – teplotní rekordy, kataklyzma, klimatické změny ve světě hokeje. Všechno o chlapské hře zábavnou a směšnou formou. V moderování se po týdnu střídaly Olga Oksenič a Anastasija Fomkina
- Průvodce VHL
- Teritorium Dynama – zpravodajství o moskevském hokejovém klubu Dynamo. Vysílalo se jednou týdně v sezoně 2010/2011
- Teritorium KHL: Play-off – skončila základní část. Vše je minulostí, vše se začíná nanovo, avšak tvrději a rychleji
- Teritorium KHL: Země – pořad o zemích, kde se hraje KHL. Moderátor – Jurij Vybornov
- Terotirum KHL: Hokejová města – pořad o městech KHL. Historie, památky, obyvatelé, zajímavá místa. Hlavním cílem pořadu je být vždy v pohybu a hledat nové zážitky společně s KHL.
- Tribuna – místo pro besedu o nejaktuálnějších a nejzajímavějších tématech v hokeji. Moderátor – Roman Černjavskij
- Z Philadelphie do Rigy – pořad připravený u příležitosti utkání hvězd KHL 2012
- Hat-trick – rozbor a přenosy zápasů MHL (2009 – 2011)
- Hokejová akademie – pořad o tom, jak se vychovávají mladí hokejisté
- O hokeji mezi čtyřma očima – jeden na jednoho – nejostřejší a nejzajímavější moment trval nekonečně dlouho. Beseda mezi čtyřma očima s hlavními osobnostmi KHL, hráči, trenéry. Moderátor – Dmitrij Deruncev, několik epizod moderoval komentátor kanálu Rusko 2 Taras Timošenko. Vysíláno v sezoně 2010/2011 do 13. června 2011.
- Golová mánie – týdenní ironický avšak zcela srdečný pořad, nenucenou formou informoval o hlavních událostech týdne přátelské rodiny – KHL. Moderoval Dmitrij Fjodorov

## Dokumentární filmy

### Seriál Zákulisí
- Utkání hvězd 2012 – Zákulisí
- Gagarinův Pohár 2012 – Zákulisí
- Draft KHL 2012 – Zákulisí
- Utkání hvězd 2013 – Zákulisí
- Zákulisí. Podzim

### Ostatní pořady
- Jak to bylo. HC MVD-2010
- První pětka – cyklus epizod o významných ruských hokejistech. Produkce VSTRS
- Z Philadelphie do Rigy
- Sportovní osobnosti (produkce televizního kanálu „Mužskoj“
- Nikdo nechtěl ustoupit
- Otcové a děti
- SSSR – Kanada. Rudé září 198:1 („:“ v letopočtu odkazuje na výsledek zápasu 8:1 – pozn. překl.)
- Čtyři příhody doktora Belakovského
- Sedmnáctý od Volhy
- CSKA: Zrození legendy

### Archiv
- Budu se hádat! Anatolij Taracov (1988)
- Čas vítězství – čas proher – Mistrovství světa a Evropy v ledním hokeji v Moskvě 1973. Části hokejových zápasů týmů Polska, Západního Německa, Finska, Švédska, Československa, SSSR
- Vzpomínka na Charlamova
- Desetinásobní
- I když nejsou vítězové...
- Vzhlížím ke svému snu...
- Otec ruského hokeje – film o vynikajícím trenérovi Anatolii Tarasovi (2008)
- Kdo hraje hokej?
- Tvář hry – film o Mistrovství světa a Evropy v ledním hokeji v Moskvě v roce 1986: záběry ze zápasů týmů SSSR, Československa, Finska, Švédska. Ocenění sovětského týmu (1986)
- Osobní věc kapitána Sologubova (2004)
- Logika vítězství (1983)
- Mezinárodní soudružské hokejové návštěvy – hokejový zápas mezi anglickým týmem Harringen Racers a prvním týmem SSSR. Mezinárodní soudružské hokejové návštěvy  týmu Harringen Racers na stadionu moskevského Dynama s prvním a druhým hokejovým týmem SSSR.
- Naši olympionici
- Poslední sezona
- Sovětská armáda
- Kanadští hokejisté hrají v Moskvě – Zápas hokejových týmu SSSR a Kanady. Moskva. Zápas mezi kanadským hokejovým týmem „Chatham Maroons“ (hokejový tým složený z amatérských a poloprofesionálných hokejistů – pozn. překl.) a týmem SSSR ve Sportovním dvorci. Momenty hry. Rozhodčí zápasu byli Šelčkov a Starovojnov
- Hokej 66 – dokumentární film, který se věnuje Mistrovství světa a Evropy v roce 1966 v Lublani
- Hokej Anatolije Tarasova  (1992)
- Hokej proti hokeji (1972)
- Hokej. SSSR – Švédsko (1959)
- Hokej. USA – SSSR
- Hokej, hokej...
- Hokej – ocenění Izvestij
- Hokej. Vídeň-67 (1967)

## Krátké rubriky
- Time-out – bleskové ankety s lidmi z ulice o nejpodivnějších hokejových tématech. Dříve se nazývala Zakázané uvolnění, ale protože už pořad s takovým názvem existoval, bylo rozhodnuto, že tento pořad ponese název Time-out.
- Save – zajímavá fakta o hokeji od Anastasije Fomkinoj
- ABC hokeje– hokejový slovník (termíny, hokejové kluby, hráči)
- Zlatá sestava – profily výborných hokejistů
- Letopisy – historické momenty v historii hokeje

### Dříve vysílané krátké rubriky
- Za 5 minut kolem kontinentu – série speciálních reportáží o KHL
- Jak to bylo – archivní materiály televizí NTV, NTV-Plus o hokeji a rozhovory s hokejisty
- Historie zápasů
- Hokejový magazín
- Události týdne – biografie hokejistů, hokejové momenty a prognózy
- Hokej o páté
- Nejlepší okamžik dne – hitparáda nejlepších momentů hracího dne v KHL. Obvykle se vysílal po pořadu Golová přihrávka
- Oficiálně – pravidla a herní řád základní části KHL
- Události, čísla, fakta – odpovědi na otázky spojené s hokejem
- Čistý led. Sport bez dopingu – série 45sekundových videí s názorem populárních hokejistů Ruska, Běloruska, Kazachstánu a Lotyšska
- Sedmý hráč
- Souhvězdí puku – astrologická předpověď hokejové tematiky.
- Koloseum
- Detaily
- Kdo kam – přestupové novinky KHL
- Výběr z archivu televizního pořadu Naše hra
- Hudební klip – Noizce MC a RasKar – Sám

## Vysílání
Stanice vysílá především zápasy:
- Kontinentální hokejové ligy
- Juniorské hokejová ligy Vyšší hokejové ligy

Ve vysílání se objevují i jiné světové hokejové ligy, hokejové turnaje a další významné události:
- Předsezonní přátelské zápasy a turnaje
- Utkání hvězd KHL a MHL
- Závěrečný ceremoniál sezony v KHL
- Draft KHL
- Zápasy Kontinentálního poháru IIHF
- O pohár společnosti Gazprom
- MS Juniorů při IIHF

KHL TV vysílá soutěže a významné události:
- Hokejové soutěže v Zimních Asijských hrách 2011
- Charitativní zápas u příležitosti 25. výročí havárie jaderné elektrárny v Černobylu. Kdy proti sobě nastoupil tým Rudé hvězdy (tým všech hvězd MHL) a Donbas (Doněck, Ukrajina)
- ICEBOX – boxerský turnaj hokejistů v Rize, Lotyšsko
- Švédská hokejová liga (Elitserien)

## Zajímavá fakta
- 7. září 2011, tedy v den zahájení nové sezony, se zřítilo letadlo s hráči HC Lokomotiv. Na logu KHL TV přibyl černý smuteční pruh. Změnilo se vysílání. Z vysílání byly staženy všechny pořady, kromě Hokejových zpráv. Vysílací čas byl plně podřízen zápasům Jaroslavského Lokomotivu. Do doby úplného obnovení sezony 2011/2012 byly vysílány zápasy, ve kterých hrál Lokomotiv v dvou předcházejících sezonách KHL a také poslední zápas play-off Ruské superligy 2001/2002 ve kterém, Lokomotiv porazil Ak Bars Kazaň
- Kanál vysílá na základě sportovního vysílání NTV-Plus, ale na stejné platformě HD-verze KHL TV, která je v současnosti vysílána u satelitního operátora Kontinent TV. Kabelové vysílání se neplánuje.